# Antoni Gajewski
Antoni Gajewski herbu Ostoja (zm. 1775) – starosta kościański i łęczycki, kasztelan nakielski (1756).
Poseł województwa kaliskiego na sejm 1744 roku. W 1764 roku był elektorem Stanisława Augusta Poniatowskiego z województwa kaliskiego. 
Syn kasztelana Franciszka i Wiktorii Choińskiej herbu Abdank. W 1745 roku otrzymał konsens królewski, na nabycie starostwa łęczyckiego od Szołdrskiego, z żony Izabeli Mycielskiej miał córkę Eufrozyne, która wyszła za mąż za Jakuba Szołdrskiego, a w roku 1783 po raz drugi za Kajetana Święcickiego. Miał braci Rafała i Andrzeja.